# Palpa
Palpa es una ciudad peruana, capital del distrito y de la provincia homónimos ubicada en el departamento de Ica. Es la ciudad más poblada de toda la provincia y posee todos los servicios básicos para el turismo.

## Ubicación y geografía
Si se toma como referencia a la carretera Panamericana, Palpa se ubica a 391 km al sur de Lima (5h 30min), a 99 al sureste de Ica (1h 30min) y a 48 km al noroeste de Nazca (30min). Palpa es la ciudad más pequeña en el grupo de ciudades importantes del departamento de Ica después de San Clemente en Pisco.

### Clima
Palpa tiene un clima desértico. A lo largo del año, la precipitación de lluvia es casi nula en Palpa. De acuerdo con Köppen y Geiger este clima se clasifica como BWh. La temperatura media anual en Palpa se encuentra a 20.6 °C. La Temperatura máxima durante el verano tiende a estar por encima de los 35 °C y la Mínima temperatura durante el invierno está alrededor de los 9 °C. La precipitación es de 4 mm al año.
| Parámetros climáticos promedio de Palpa | Parámetros climáticos promedio de Palpa | Parámetros climáticos promedio de Palpa | Parámetros climáticos promedio de Palpa | Parámetros climáticos promedio de Palpa | Parámetros climáticos promedio de Palpa | Parámetros climáticos promedio de Palpa | Parámetros climáticos promedio de Palpa | Parámetros climáticos promedio de Palpa | Parámetros climáticos promedio de Palpa | Parámetros climáticos promedio de Palpa | Parámetros climáticos promedio de Palpa | Parámetros climáticos promedio de Palpa | Parámetros climáticos promedio de Palpa |
| Mes                                     | Ene.                                    | Feb.                                    | Mar.                                    | Abr.                                    | May.                                    | Jun.                                    | Jul.                                    | Ago.                                    | Sep.                                    | Oct.                                    | Nov.                                    | Dic.                                    | Anual                                   |
| --------------------------------------- | --------------------------------------- | --------------------------------------- | --------------------------------------- | --------------------------------------- | --------------------------------------- | --------------------------------------- | --------------------------------------- | --------------------------------------- | --------------------------------------- | --------------------------------------- | --------------------------------------- | --------------------------------------- | --------------------------------------- |
| Temp. máx. abs. (°C)                    | 38.4                                    | 38.5                                    | 37.5                                    | 36                                      | 34.0                                    | 32                                      | 32.6                                    | 35.0                                    | 35.0                                    | 35.0                                    | 35.8                                    | 36.8                                    | 38.5                                    |
| Temp. máx. media (°C)                   | 30.0                                    | 30.1                                    | 30.7                                    | 29.4                                    | 26.9                                    | 25.4                                    | 23.5                                    | 25.0                                    | 25.8                                    | 26.6                                    | 27.3                                    | 28.3                                    | 27.4                                    |
| Temp. media (°C)                        | 23.8                                    | 24.1                                    | 24.3                                    | 22.6                                    | 20.1                                    | 18.2                                    | 16.6                                    | 18.0                                    | 18.4                                    | 19.5                                    | 20.2                                    | 21.9                                    | 20.6                                    |
| Temp. mín. media (°C)                   | 17.7                                    | 18.1                                    | 17.9                                    | 15.8                                    | 13.4                                    | 11.1                                    | 9.7                                     | 11.1                                    | 11.1                                    | 12.5                                    | 13.1                                    | 15.5                                    | 13.9                                    |
| Temp. mín. abs. (°C)                    | 12                                      | 13                                      | 12                                      | 10                                      | 7                                       | 5                                       | 3                                       | 4                                       | 6                                       | 7                                       | 7                                       | 10                                      | 3                                       |
| Precipitación total (mm)                | 2                                       | 1                                       | 1                                       | 0                                       | 0                                       | 0                                       | 0                                       | 0                                       | 0                                       | 0                                       | 0                                       | 0                                       | 4                                       |
| Días de precipitaciones (≥ 1 mm)        | 1                                       | 1                                       | 0                                       | 0                                       | 0                                       | 0                                       | 0                                       | 0                                       | 0                                       | 0                                       | 0                                       | 0                                       | 2                                       |
| Fuente n.º 1: Climate-data.org          |                                         |                                         |                                         |                                         |                                         |                                         |                                         |                                         |                                         |                                         |                                         |                                         |                                         |
| Fuente n.º 2: Senamhi                   |                                         |                                         |                                         |                                         |                                         |                                         |                                         |                                         |                                         |                                         |                                         |                                         |                                         |

## Transporte
A la ciudad se puede acceder vía Panamericana Sur, esta es la principal conexión de la provincia con el resto del país.

### Transporte interprovincial
La ciudad es el punto principal del transporte interprovincial de la provincia, actualmente solo son 5 empresas las que tienen como destino Palpa, pero son muchas las que se detienen informalmente a recoger pasajeros.

### Transporte urbano
El transporte urbano de la ciudad es muy escaso, existen pocas unidades de combi que cubren rutas entre Río Grande y Palpa. El servicio de taxi es mayormente cubierto por mototaxis, la mayoría no pertenece a un gremio o son formales.
El costo del transporte en taxis es de S/. 2 (dos soles) y en mototaxis de S/.1 (un sol)

## Atractivos turísticos
Hace más de 5000 años, el valle de Palpa estuvo habitado por culturas de origen temprano, las cuales solían usar las superficies de las rocas de origen volcánico para plasmar los eventos de su vida cotidiana, tanto como animales, aves, deidades, y muchas otras representaciones que hoy causan asombro. En el valle de Palpa, en la zona de Chicchitara se han registrado más de 300 petroglifos. Los petroglifos de Chicchitara forman parte de una de las expresiones culturales más importantes del pasado del Perú. Entre las figuras más relevantes, los visitantes que visiten esta zona podrán apreciar maravillosas representaciones de Cóndores, felinos, serpientes, llamas, venados andinos entre otros. Los petroglifos del complejo se asientan dentro del Valle de Palpa, a tan solo 10 kilómetros de la ciudad, dentro del caserío de Chicchictara, distribuidos en las faldas de los cerros del poblado. El complejo de petroglifos se divide en tres sectores que comprenden un total de tres kilómetros. Asimismo cuenta con sus atractivos turísticos el Huarango milenario, la ciudad perdida, el puente colgante y los manantiales.

## Educación
En Palpa se ubican la mayoría de los colegios de la provincia y una filial de la Universidad Nacional San Luis Gonzaga de Ica.

### Instituciones Educativas nacionales
1.- Escuela 23015
2.- Colegio "Raúl Porras Barrenechea"
3.- Colegio "Fermín Tangüis A.T"
4.- CEO Palpa 
5.- IST Palpa Río Grande.

### Instituciones Educativas particulares
1.-Mi Primer Paso